# Aleksandr Mostovoï
Pour les articles homonymes, voir Mostovoï.
Aleksandr Vladimirovitch Mostovoï (en russe : Александр Владимирович Мостовой), né le 22 août 1968 à Lomonossov (Union soviétique), est un footballeur international russe, qui jouait comme meneur de jeu.
Révélé au Spartak Moscou, il entame en 1992 une carrière en Europe occidentale, au Portugal, en France puis en Espagne, où il porte pendant huit saisons les couleurs du Celta de Vigo. Il est sélectionné en équipe nationale pendant 14 ans, de 1990 à 2004, avec laquelle il connaît deux Coupes du monde en 1994 en 2002, et deux championnats d'Europe, en 1996 et 2004.
Surnommé « le Tsar » ou « le Tsar de Balaídos », du nom du stade de Vigo, Mostovoï est connu pour son fort tempérament qui l'a parfois conduit au conflit avec ses entraîneurs, comme le sélectionneur russe Gueorgui Iartsev lors de l'Euro 2004. 

## Biographie

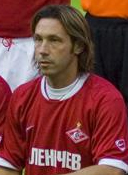
Mostovoï sous le maillot du Spartak, en vétéran.

Né en 1968 à Lomonossov, en bordure de Leningrad (aujourd'hui Saint-Pétersbourg) en Union soviétique, où son père fait son service militaire, Aleksandr Mostovoï déménage ensuite avec sa famille à Lobnia, près de Moscou. Il pratique le football enfant à l’école du CSKA Moscou, et commence sa carrière de footballeur en 1986 au FK Presnia, le club-école du Spartak Moscou. Après une saison, il rejoint les rangs du Spartak, avec lequel il est champion d'URSS en 1987, pour sa première saison, puis en 1989. Avec la sélection espoirs de l'URSS, il remporte le championnat d'Europe espoirs 1990 où il marque en finale contre la Yougoslavie. Le 3 novembre 1990, il fait ses débuts en sélection nationale contre l'Italie, lors des qualifications pour l'Euro 1992.
En 1991, il est un des cadres du Spartak. Il inscrit 13 buts en championnat, ce qui en fait le quatrième meilleur buteur derrière Kolyvanov, Salenko et Shkvyrin, et l'un des artisans de la 2e place du club moscovite. 
Alors que l'Union soviétique disparaît et que les barrières avec l'Europe occidentale tombent, il est sollicité par le Benfica Lisbonne. Il s'engage en juillet 1992 pour trois saisons avec le club portugais où il retrouve deux coéquipiers de sélection, Vassili Koulkov, venu aussi du Spartak la saison précédente, et Sergei Yuran. Malgré ses qualités techniques, il n'arrive pas à s'imposer, d'autant que le Benfica recrute en janvier 1993 Paulo Futre, deuxième au classement du Ballon d'or 1987. L'équipe termine 2e du championnat et remporte la Coupe du Portugal dont il ne joue pas la finale. Il acquiert à cette époque la nationalité portugaise,. Alors qu'il ne joue plus du tout lors de la saison 1992-1993, il demande à partir pour avoir plus de temps de jeu. 
En décembre 1993, le Stade Malherbe Caen obtient son prêt en France jusqu'à la fin de la saison. Recruté pour combler la longue blessure du meneur de jeu Stéphane Dedebant, il fait mieux qu'assurer l'intérim et devient une pièce maîtresse de l'équipe. Il marque notamment le but de la victoire lors de la réception de l'Olympique de Marseille (1-0). Il contribue largement au maintien du club, de sorte que les dirigeants normands tentent de le conserver, mais l'indemnité demandée par le club portugais est trop élevée. En fin de saison, il est sélectionné avec la Russie pour la Coupe du monde 1994, dont il dispute le 2e match contre la Suède.
À la fin de l'été, le RC Strasbourg, qui vient de recruter l'ancien entraîneur caennais Daniel Jeandupeux, obtient son transfert. Il s'agit du premier joueur russe - et seul à ce jour - défendant les couleurs bleues et blanches du Racing. Le club alsacien traduit son ambition sportive par le recrutement de joueurs réputés, tels que Franck Sauzée, Xavier Gravelaine et Alexander Vencel. Mostovoï s'impose immédiatement comme titulaire. Longtemps installés dans la première moitié du classement, les Alsaciens terminent la saison à une décevante 10e place par rapport au potentiel de l'équipe. Ils sont la seule équipe à battre le FC Nantes en championnat cette saison-là (à la 33e journée) et se qualifient pour la finale de la Coupe de France, où ils s'inclinent finalement face au PSG (0-1). Qualifiés pour la Coupe Intertoto 1995, les Strasbourgeois remportent la compétition, qui leur ouvre les portes de la Coupe UEFA 1995-1996, où ils sont finalement éliminés en 16e de finale par le Milan AC (0-1 et 1-2). Longtemps positionnés dans le premier tiers du classement, ils terminent à une encore décevante neuvième place.
Ses performances attirent de plus grands clubs en Europe ; la Lazio de Rome et l'AS Rome sont cités. Mostovoï signe finalement en 1996 au Celta de Vigo pour 325 millions de pesetas (soit environ 2 millions d'euros). Il joue son premier match le 22 septembre 1996 lors de la défaite 0-2 contre le Betis Séville. Sa vista et son caractère font de lui un des chouchous du Stade Balaídos et les supporters le surnomment « El Zar de Balaidos ». La première saison est délicate, malgré ses bonnes performances, et ce n'est qu'à partir de la saison 1997-1998 que le club galicien obtient des résultats notables. Lors de cette saison-là, l'équipe bat notamment, le 29 mars 1998, le FC Barcelone (champion) 3-1 avec un but du Russe. Le 11 avril 1998, il inscrit un doublé lors de la victoire 2-1 face au Real Madrid CF. Le Celta termine 6e et se qualifie pour la Coupe UEFA.
La saison 1998-1999 est plutôt réussie, le club termine cinquième et est éliminé en 1/4 de finale de Coupe UEFA par l'Olympique de Marseille (2-2, 0-1). Les performances de Mostovoï se maintiennent et il marque, notamment, le 11 avril 1999 lors de la victoire 5-1 contre le Real Madrid CF. La saison suivante, le Celta est de nouveau éliminé en 1/4 de finale de Coupe UEFA, par le RC Lens cette fois-ci (0-0 et 1-2). Il remporte ensuite la Coupe Intertoto 2000, et est finaliste de la Coupe du Roi (défaite 1-3 contre le Real Saragosse).
Il joue peut être sa meilleure saison en club en 2001-2002, au cours de laquelle il inscrit 10 buts en 30 matchs et mène son équipe à la quatrième place de la Liga. Il marque à cette période des buts lors de matchs importants, comme le 26 janvier 2002 quand il inscrit un doublé contre la Real Sociedad (victoire 3-1), ou le 20 avril 2002 contre le FC Barcelone (victoire 2-1). Joueur central de la sélection russe à l’orée de la Coupe du monde 2002, il n'est finalement pas capable de jouer à cause d'une blessure et ses coéquipiers sont finalement éliminés au premier tour. 
Il joue sa dernière saison à Vigo en 2003-2004. La saison est catastrophique et le Celta de Vigo est relégué en Segunda División. Après huit saisons, 70 buts et 276 matchs, alors un record pour le club (dont 55 buts et 235 matchs en première division espagnole), il quitte le club dont il a marqué l'histoire. 
Il est sélectionné avec la Russie pour disputer l'Euro 2004 au Portugal. Ouvertement critique du sélectionneur Gueorgui Iartsev, il est écarté après la défaite initiale contre l'Espagne et invité à quitter le groupe. En mars 2005, à 36 ans et alors qu'il n'a pas joué depuis le début de la saison, il signe un contrat jusqu’à la fin de la saison avec le Deportivo Alavés de Dmitry Piterman (en), en deuxième division espagnole. Il n'y joue qu'un seul match et arrête sa carrière à l'issue de ce contrat.

## Statistiques

### En club
| Saison                | Club                  | Championnat           | Championnat | Championnat | Coupe(s) nationale(s) | Coupe(s) nationale(s) | Compétition(s) continentale(s) | Compétition(s) continentale(s) | Compétition(s) continentale(s) | Total | Total |
| Saison                | Club                  | Division              | M.          | B.          | M.                    | B.                    | Comp.                          | M.                             | B.                             | M.    | B.    |
| 1986                  | Presnia Moscou        | Perchaïa Liga         | 19          | 7           | 1                     | 0                     | -                              | -                              | -                              | 20    | 7     |
| Sous-total            | Sous-total            | Sous-total            | 19          | 7           | 1                     | 0                     | -                              | -                              | -                              | 20    | 7     |
| 1987                  | Spartak Moscou        | Vyschaïa Liga         | 18          | 6           | 4                     | 0                     | C3                             | 4                              | 3                              | 26    | 9     |
| 1988                  | Spartak Moscou        | Vyschaïa Liga         | 27          | 3           | 4                     | 2                     | C1                             | 4                              | 0                              | 35    | 5     |
| 1989                  | Spartak Moscou        | Vyschaïa Liga         | 11          | 3           | 2                     | 0                     | C3                             | 2                              | 0                              | 15    | 3     |
| 1990                  | Spartak Moscou        | Vyschaïa Liga         | 23          | 9           | 3                     | 5                     | C1                             | 4                              | 0                              | 30    | 14    |
| 1991                  | Spartak Moscou        | Vyschaïa Liga         | 27          | 13          | 2                     | 1                     | C1+C3                          | 3+4                            | 1+2                            | 36    | 17    |
| Sous-total            | Sous-total            | Sous-total            | 106         | 34          | 15                    | 8                     | -                              | 21                             | 6                              | 142   | 48    |
| 1992-1993             | Benfica               | Primeira Divisão      | 9           | 0           | 3                     | 2                     | C3                             | 3                              | 0                              | 15    | 2     |
| 1993-1994             | SM Caen (prêt)        | Division 1            | 15          | 3           | -                     | -                     | -                              | -                              | -                              | 15    | 3     |
| Sous-total            | Sous-total            | Sous-total            | 24          | 3           | 3                     | 2                     | -                              | 3                              | 0                              | 30    | 5     |
| 1994-1995             | RC Strasbourg         | Division 1            | 29          | 6           | 4                     | 1                     | -                              | -                              | -                              | 33    | 7     |
| 1995-1996             | RC Strasbourg         | Division 1            | 32          | 9           | 3                     | 1                     | CI+C3                          | 7+4                            | 5+1                            | 46    | 16    |
| Sous-total            | Sous-total            | Sous-total            | 61          | 15          | 7                     | 2                     | -                              | 11                             | 6                              | 79    | 23    |
| 1996-1997             | Celta de Vigo         | Primera División      | 31          | 5           | 6                     | 1                     | -                              | -                              | -                              | 37    | 6     |
| 1997-1998             | Celta de Vigo         | Primera División      | 34          | 8           | 3                     | 1                     | -                              | -                              | -                              | 37    | 9     |
| 1998-1999             | Celta de Vigo         | Primera División      | 33          | 6           | 2                     | 1                     | C3                             | 7                              | 3                              | 42    | 10    |
| 1999-2000             | Celta de Vigo         | Primera División      | 26          | 6           | 0                     | 0                     | C3                             | 7                              | 2                              | 33    | 8     |
| 2000-2001             | Celta de Vigo         | Primera División      | 30          | 9           | 3                     | 2                     | CI+C3                          | 2+7                            | 0+2                            | 42    | 13    |
| 2001-2002             | Celta de Vigo         | Primera División      | 30          | 10          | 0                     | 0                     | C3                             | 1                              | 3                              | 31    | 13    |
| 2002-2003             | Celta de Vigo         | Primera División      | 27          | 5           | 0                     | 0                     | C3                             | 4                              | 1                              | 31    | 6     |
| 2003-2004             | Celta de Vigo         | Primera División      | 24          | 6           | 2                     | 0                     | C3                             | 8                              | 2                              | 34    | 8     |
| Sous-total            | Sous-total            | Sous-total            | 235         | 55          | 16                    | 5                     | -                              | 36                             | 13                             | 287   | 73    |
| 2004-2005             | Deportivo Alavés      | Segunda División      | 1           | 1           | -                     | -                     | -                              | -                              | -                              | 1     | 1     |
| Sous-total            | Sous-total            | Sous-total            | 1           | 1           | -                     | -                     | -                              | -                              | -                              | 1     | 1     |
| Total sur la carrière | Total sur la carrière | Total sur la carrière | 446         | 115         | 42                    | 17                    | -                              | 71                             | 25                             | 559   | 157   |

### En sélection
Aleksandr Mostovoï compte 13 sélections et 3 buts avec l'équipe d'URSS entre 1990 et 1991, 2 sélections avec l'équipe de la CEI en 1992 et enfin 50 sélections et 10 buts avec l'équipe de Russie entre 1992 et 2004.
Avec la Russie, il participe aux Coupes du monde de 1994 (1 match) et 2002 (finalement blessé, il ne joue pas) ainsi qu'aux Championnats d'Europe des nations de 1996 (3 matchs, 1 but) et 2004 (1 match). La Russie est à chaque fois éliminée au premier tour.

## Palmarès

### En club
- Championnat d'URSS en 1987 et 1989 avec le Spartak Moscou
  - Vice-champion d'URSS en 1991 avec le Spartak Moscou
- Vainqueur de la Coupe d'URSS en 1987 avec le Spartak Moscou
- Vice-champion du Portugal en 1993 avec le Benfica Lisbonne
- Vainqueur de la Coupe du Portugal en 1993 avec le Benfica Lisbonne (il ne joue pas en finale)
- Finaliste de la Coupe de France en 1995 avec le RC Strasbourg
- Vainqueur de la Coupe Intertoto en 2000 avec le Celta de Vigo

### En sélection
Aleksandr Mostovoï remporte le championnat d'Europe Espoirs en 1990 avec la sélection d'Union soviétique.